# McAllister Hull
McAllister Hobart Hull junior (* 1. September 1923 in Birmingham, Alabama; † 9. Februar 2011 in South Carolina) war ein US-amerikanischer Physiker.
Hull studierte ab 1941 an der Mississippi State University Physik und arbeitete ab 1943 im Manhattan-Projekt in Los Alamos (New Mexico) (u. a. Sprengstofflinsen für die Plutoniumbombe). Nach dem Krieg setzte er sein Studium an der Yale University fort mit dem Bachelor-Abschluss 1948 und der Promotion bei Gregory Breit in Kernphysik 1951. Er lehrte danach als Instructor und später Professor in Yale, ab 1966 an der State University of New York at Buffalo und ab 1969 der Oregon State University, bevor er 1977 als Provost an die University of New Mexico ging. 1989 wurde er emeritiert.

## Schriften
- mit Amy Bianco: Rider of the Pale Horse: A Memoir of Los Alamos and Beyond, University of New Mexico Press 2006
- The calculus of physics, Benjamin 1969
- mit Gregory Breit: Coulomb wave functions, Handbuch der Physik 1959